# ألفارو هيريرا
ألفارو هيريرا (بالإسبانية: Alvaro Herrera) هو فنان قتال مختلط مكسيكي، ولد في 14 مايو 1990 في غوادالاخارا في المكسيك.

## وصلات خارجية
- ألفارو هيريرا على موقع يو إف سي (الإنجليزية)
- ألفارو هيريرا على موقع شيردوغ (الإنجليزية)